# Jakob Kriegseis
Jakob Kriegseis (* 24. Juli 1885 in Pyrbaum; † 9. Oktober 1968) war ein hessischer Politiker (SPD) und ehemaliger Abgeordneter des Hessischen Landtags.

## Ausbildung und Beruf
Jakob Kriegseis machte nach der Volks- und Fortbildungsschule eine Schlosserlehre und arbeitete als Schlosser. 1907 bis 1910 leistete er Wehrdienst und war 1914 bis 1917 Kriegsteilnehmer. 1919 bis 1933 und nach 1945 war er Betriebsratsvorsitzender bei Voigt & Haeffner. 1946 wird er als Vorsitzender eines Entnazifizierungs-Prüfungsausschusses eingesetzt und wirkt als öffentlicher Kläger nach Verkündung des Befreiungsgesetzes.

## Politik
Jakob Kriegseis war seit 1910 Mitglied der Gewerkschaft und der SPD. 1918 wird er Mitglied des Arbeiter- und Soldatenrats. Von 1926 bis 1933 ist er ehrenamtlicher Stadtrat in Frankfurt am Main. 1933 wird er nach der Machtergreifung der Nazis aus allen Ämtern entlassen. Zwischen 1946 und 1948 ist er erneut Stadtrat in Frankfurt. 
Vom 9. Februar 1948 bis zum 30. November 1958 ist er Mitglied des Hessischen Landtags. 1949 ist Kriegseis darüber hinaus Mitglied der 1. Bundesversammlung.

## Ehrungen
Jakob Kriegseis wurde 1960 mit der Ehrenplakette der Stadt Frankfurt am Main geehrt.